# Лемма Чеботарёва
Ле́мма Чеботарёва — лемма о линейности аналитической функции, принимающей в комплексной плоскости {\displaystyle \mathbb {C} (z)} на вещественной оси вещественные значения. Эта лемма была опубликована Н. Г. Чеботарёвым в 1928 году на немецком языке в журнале Mathematische Annalen как вспомогательная для доказательства теоремы Чеботарёва о представлении вещественной мероморфной функции (математическая история построения этой теоремы изложена Чеботарёвым в его «Математической автобиографии»). Здесь сформулирована современная трактовка леммы Чеботарёва, представляющая собой эквивалентную версию, обратную противоположной первоначальной.
Для упрощения текста леммы Чеботарёва введём понятие целой вещественной функции.
Целая вещественная функция — целая функция, принимающая вещественные значения на вещественной оси.
| Лемма Чеботарёва. На комплексной плоскости {\displaystyle \mathbb {C} (z)} целая вещественная функция {\displaystyle f(z)} при условии {\displaystyle \operatorname {Im} f(z)>0} может быть представлена на верхней полуплоскости {\displaystyle \operatorname {Im} z>0} в следующем линейном виде: {\displaystyle f(z)=az+b}, где {\displaystyle a>0} и {\displaystyle b} — вещественные числа. |

Доказательство. Сразу получаем из условия леммы и принципа симметрии, что {\displaystyle \operatorname {Im} f(z)\leqslant 0} при {\displaystyle \operatorname {Im} z\leqslant 0}. Кроме того, приращение аргумента комплексного числа {\displaystyle \operatorname {Arg} f(z)} на произвольной окружности не превышает {\displaystyle 2\pi }, следовательно, у функции {\displaystyle f(z)} не более одного вещественного корня {\displaystyle x_{0}}.
Сконструируем функцию
{\displaystyle \varphi (z)={\frac {f(z)}{z-x_{0}}}},
у которой нет ни одного корня, причём главное значение её аргумента {\displaystyle |\operatorname {arg} \varphi (z)|\leqslant \pi } на всей комплексной плоскости {\displaystyle \mathbb {C} (z)}. Тогда целая функция {\displaystyle w(z)=\ln \varphi (z)} переводит всю комплексную плоскость на полосу {\displaystyle |\operatorname {Im} w|\leqslant \pi }.
Отсюда следует, что, поскольку функция {\displaystyle u(z)={\frac {1}{w(z)-2\pi i}}} ограничена на всей комплексной плоскости, {\displaystyle |u(z)|\leqslant \pi }, то получаем по теореме Лиувилля следующую цепочку тождеств:
{\displaystyle u(z)\equiv \mathrm {const} }, {\displaystyle \quad w(z)\equiv \mathrm {const} }, {\displaystyle \quad \varphi (z)\equiv \mathrm {const} }. □
Замечание. Условие аналитичности функции на всей комплексной плоскости, то есть условие целой функции, можно заменить на более слабое условие аналитичности функции в открытой верхней полуплоскости и её непрерывности в замкнутой верхней полуплоскости (аналогичный случай более слабого условия возникает при формулировке неравенства Коши).
Эта лемма используется, например, при доказательстве линейности голоморфного автоморфизма области Зигеля 1-го рода и пяти других теорем, в том числе вышеупомянутой теоремы Чеботарёва о представлении вещественной мероморфной функции и теоремы Крейна о принадлежности целой функции классу НВ.
Первоначальный вариант леммы Чеботарёва в современных обозначениях записывается в следующем виде:
на комплексной плоскости {\displaystyle \mathbb {C} (z)} у целой вещественной функции {\displaystyle f(z)}, которая не является линейной функцией, её мнимая часть {\displaystyle \operatorname {Im} f(z)} на верхней полуплоскости принимает произвольно большие значения любого знака.

### Комментарии
1. ↑  Имеется перевод на английский язык.
2. ↑  Имеется перевод на немецкий язык.